# Cinquième circonscription de la préfecture de Nagano
La cinquième circonscription de la préfecture de Nagano (長野県第5区, Nagano-ken dai-go-ku) est l'une des cinq circonscriptions législatives que compte la préfecture de Nagano au Japon.

## Description géographique
Depuis 1994, la cinquième circonscription de la préfecture de Nagano regroupe les villes d'Iida, Ina et Komagane et les districts de Kamiina et Shimoina,.

## Députés
| Législature | Début de mandat | Fin de mandat | Député élu            | Parti politique | Parti politique |
| ----------- | --------------- | ------------- | --------------------- | --------------- | --------------- |
| 41e         | 1996            | 2000          | Sōhei Miyashita (ja)  |                 | PLD             |
| 42e         | 2000            | 2003          | Sōhei Miyashita (ja)  |                 | PLD             |
| 43e         | 2003            | 2005          | Ichirō Miyashita (ja) |                 | PLD             |
| 44e         | 2005            | 2009          | Ichirō Miyashita (ja) |                 | PLD             |
| 45e         | 2009            | 2012          | Gaku Katō (ja)        |                 | PDJ             |
| 46e         | 2012            | 2014          | Ichirō Miyashita (ja) |                 | PLD             |
| 47e         | 2014            | 2017          | Ichirō Miyashita (ja) |                 | PLD             |
| 48e         | 2017            | 2021          | Ichirō Miyashita (ja) |                 | PLD             |
| 49e         | 2021            | 2024          | Ichirō Miyashita (ja) |                 | PLD             |
| 50e         | 2024            | -             | Ichirō Miyashita (ja) |                 | PLD             |